# Milan Malinovský
Milan Malinovský (* 3. září 1938, Praha) je český obecný lingvista a anglista. 

## Život
Absolvoval Státní konzervatoř v Praze, pět let vyučoval na Lidové škole umění v Praze 5 a věnoval se kompozici. 
Na Filozofické fakultě Univerzity Karlovy vystudoval obor angličtina – čeština, který dokončil v roce 1970. Na téže fakultě pak dokončil rigorózní řízení, absolvoval dvouleté postgraduální studium obou aprobovaných oborů a v roce 1990 obhájil kandidátskou disertaci. V roce 1995 byl rektorem UK jmenován docentem pro obor obecná lingvistika. Od roku 1979 působil na katedře jazyků Stavební fakulty ČVUT, v letech 1990–1991 jako vedoucí katedry.
Po získání stipendia Fulbrightovy nadace v roce 1991 vyučoval český jazyk a literaturu na fakultě humanitních věd Ohijské státní univerzity a též na letní škole slovanských jazyků univerzity státu Indiana. V průběhu pobytu v USA publikoval s manželkou v Massachusetts učebnici češtiny pro cizince.
V devadesátých letech se aktivně podílel na činnosti české pobočky Amnesty International.
Je otcem hudebníka, pedagoga a překladatele Víta Malinovského.